# غيرونيمو بينيا
غيرونيمو بينيا (بالإنجليزية: Gerónimo Peña)‏ هو لاعب كرة قاعدة دومينيكاوي، ولد في 29 مارس 1967 في Los Alcarrizos ‏ في جمهورية الدومينيكان.